# Creuzier-le-Neuf
 Creuzier-le-Neuf  es una población y comuna francesa, situada en la región de Auvernia, departamento de Allier, en el distrito de Vichy y cantón de Cusset-Nord.

## Demografía
| 535 | 564 | 617 | 733 | 937 | 959 |
| Para los censos de 1962 a 1999 la población legal corresponde a la población sin duplicidades (Fuente: INSEE [Consultar]) |     |     |     |     |     |